# Мусчел (Бузау)
Мусчел (рум. Muscel) насеље је у Румунији у округу Бузау у општини Виперешти. Oпштина се налази на надморској висини од 539 m.

## Становништво
Према подацима из 2011. године у насељу је живело 300 становника.